# تپه برده بیله
تپه برده بیله مربوط به دوران پیش از تاریخ ایران باستان است و در شهرستان مریوان، روستای بیله واقع شده و این اثر در تاریخ ۲۷ مرداد ۱۳۸۲ با شمارهٔ ثبت ۹۶۳۵ به‌عنوان یکی از آثار ملی ایران به ثبت رسیده است.